# Olena Nemasjkalo
Olena Mykolajivna Nemasjkalo (ukrainska: Олена Миколаївна Немашкало; ryska: Jelena Nemasjkalo), född den 25 december 1963 i Leningrad i Sovjetunionen (nu Sankt Petersburg i Ryssland), är en ukrainsk sovjetisk före detta handbollsspelare.
Hon tog OS-brons i damernas turnering i samband med de olympiska handbollstävlingarna 1988 i Seoul.